# Paul Dierichs
Paul Dierichs (* 14. September 1901 in Bochum; † 3. November 1996 in Kassel) war ein deutscher Zeitungsverleger und Kunstmäzen.

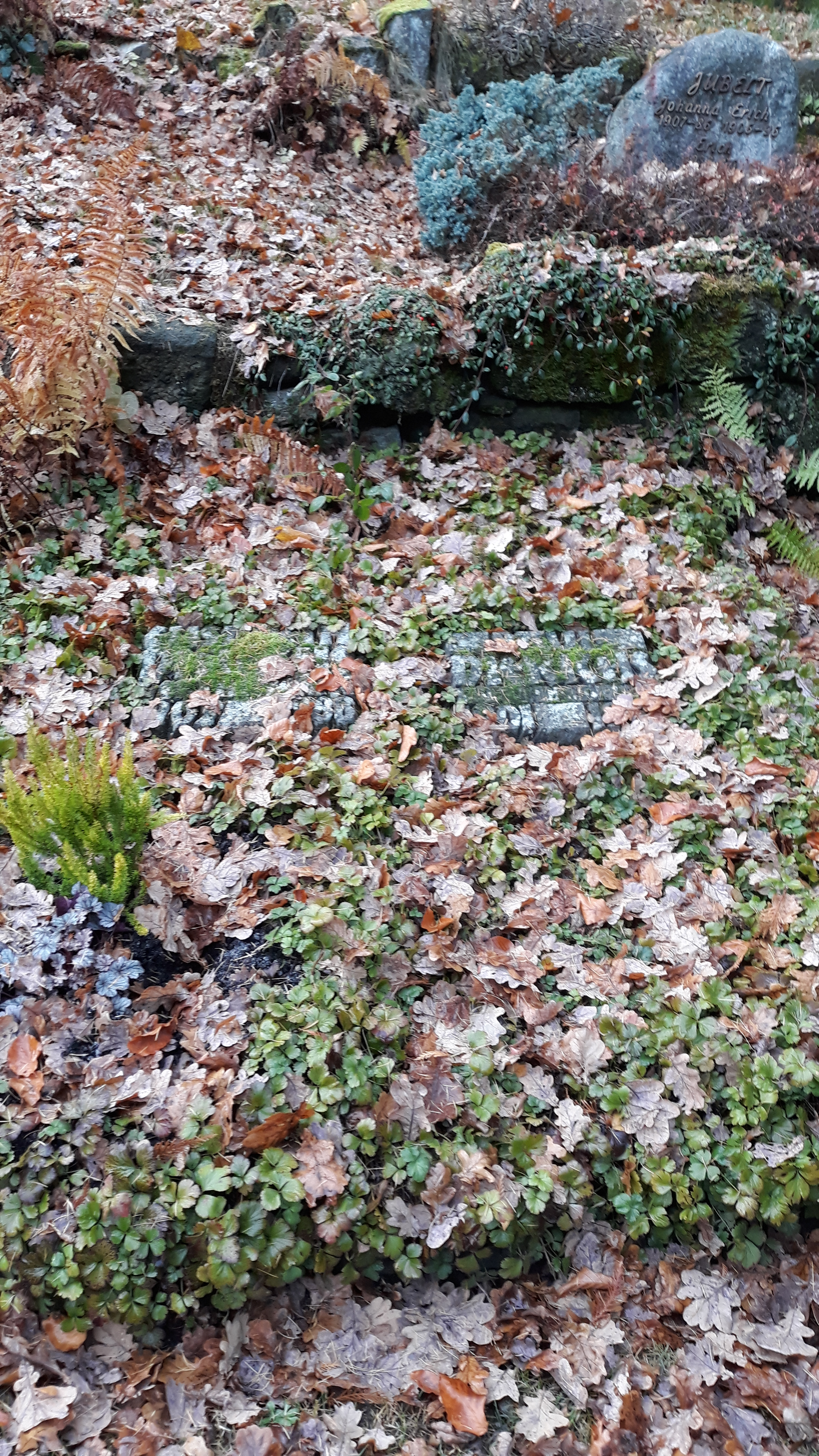
Das Grab von Paul Dierichs und seiner Frau Elisabeth auf dem Friedhof Mulang in Kassel.

## Leben und Wirken

### Herkunft und Ausbildung
Dierichs war Sohn eines Verlegers und Druckereibesitzers in Bochum. Dem Wunsch seines Vaters folgend, studierte er zunächst Hüttenwesen an der Bergakademie Clausthal. Nach dessen Tod wechselte er zum Studium der Volkswirtschaftslehre nach München. In Clausthal war Dierichs Mitglied des Corps Montania, in München des Corps Suevo-Guestphalia.

### Journalistische Laufbahn
Seine journalistische Laufbahn begann Dierichs in Brandenburg, Köthen und Ludwigshafen am Rhein. Nach der Promotion zum Dr. oec. publ. wurde er 1929 Verleger des im eigenen Verlag Laupenmühlen & Dierichs in Bochum erscheinenden Bochumer Anzeigers, den er nach dem Zweiten Weltkrieg in die Westdeutsche Allgemeine Zeitung (WAZ) einbrachte. Die Beteiligung an der WAZ verkaufte er in den 1960er Jahren, um in Kassel Druckerei und Verlag der heutigen Zeitung Hessische/Niedersächsische Allgemeine zu übernehmen.
Besonders angelegen war Dierichs die Förderung von Wissenschaft und Kunst. So gehörte er zu den Unterstützern der 1970 gegründeten Gesamthochschule Kassel. 1976 gründete er die Paul-Dierichs-Stiftung. Die Sammlungen der Stadt Bochum, die Antikensammlung der Ruhr-Universität Bochum sowie die Staatlichen Museen Kassel unterstützte er beim Ankauf von antiken und modernen Kunstwerken.

### Privates
Dierichs starb am 3. November 1996 in Kassel und liegt auf dem Friedhof Mulang begraben.

## Werke
- Der Zeitungsmarkt in Deutschland unter besonderer Berücksichtigung der Verhältnisse in Westfalen und am Niederrhein. Dissertation, München 1928.